# Rosario, Bắc Samar

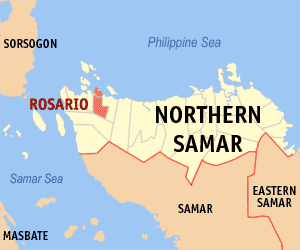
Bản đồ Northern Samar với vị trí của Rosario

Rosario là một đô thị hạng 5 ở tỉnh Bắc Samar, Philippines. Theo điều tra dân số năm 2000, đô thị này có dân số 8.647 người trong 1.534 hộ.

## Barangay
Rosario được chia thành 11 barangay.
- Aguada
- Buenavista
- Jamoog
- Ligaya
- Poblacion
- Salhag
- San Lorenzo
- Bantolinao
- Commonwealth
- Guindaulan
- Kailingan